# Fernando Marías Franco
Fernando Marías Franco, né le 14 décembre 1949, est un historien de l'art espagnol, spécialiste de l'art espagnol du XVIe siècle et XVIIe siècle et plus spécialement du Greco et de Velázquez.

## Biographie
Il est le fils du philosophe Julián Marías et de l'écrivain Dolores Franco Manera, et le frère de l'écrivain Javier Marías.
Il reçut une bourse du CSIC avant d'en être professeur de cette institution ainsi que de la Fondation Getty, de l'université Harvard et du Center for Advanced Study in the Visual Arts (CASVA) de la National Gallery of Art).
Il est professeur d'art de l'université autonome de Madrid, vice-président du Centro internazionale di studi di architettura Andrea Palladio (CISA Palladio) et éditeur de la revue de cette institution (Annali di archittetura).
Il a publié plusieurs ouvrages sur Le Greco, en particulier à Madrid en 1981, avec Augustin Bustamante, Los Ideas artisticas de El Greco (notes marginales du Greco dans l'édition de Barbaro du Vitruve de 1556).